# Canto do Buriti
Canto do Buriti là một đô thị thuộc bang Piauí, Brasil. Đô thị này có diện tích 4409,804 km², dân số năm 2007 là 20655 người, mật độ 4,68 người/km².